# Gypona
Gypona är ett släkte av insekter. Gypona ingår i familjen dvärgstritar.

## Dottertaxa tillGypona, i alfabetisk ordning[1]
- Gypona abdominalis
- Gypona abscida
- Gypona acritana
- Gypona acuminata
- Gypona acuta
- Gypona adita
- Gypona adusta
- Gypona affinis
- Gypona aggluta
- Gypona aglata
- Gypona akrua
- Gypona albicans
- Gypona albidosparsa
- Gypona aliqua
- Gypona amapa
- Gypona aneta
- Gypona anfracta
- Gypona angustata
- Gypona ansa
- Gypona ansula
- Gypona antlerita
- Gypona approximata
- Gypona apta
- Gypona argentea
- Gypona aromata
- Gypona arunda
- Gypona assimilis
- Gypona atrana
- Gypona aurantica
- Gypona aurifascia
- Gypona aurifera
- Gypona aurulenta
- Gypona axena
- Gypona barda
- Gypona berela
- Gypona bibreva
- Gypona bicornis
- Gypona bidens
- Gypona bidentata
- Gypona bigemmis
- Gypona binotulata
- Gypona bipartita
- Gypona biura
- Gypona blantoni
- Gypona bogotana
- Gypona brachycephala
- Gypona bractea
- Gypona brazilia
- Gypona breviceps
- Gypona brevipennis
- Gypona bulbosa
- Gypona calca
- Gypona candela
- Gypona canla
- Gypona cartea
- Gypona cartwrighti
- Gypona castanea
- Gypona cerea
- Gypona cerina
- Gypona chalcoptera
- Gypona chiriqua
- Gypona clausula
- Gypona clava
- Gypona colaphaga
- Gypona comella
- Gypona compacta
- Gypona conata
- Gypona concessa
- Gypona concolor
- Gypona conda
- Gypona consimila
- Gypona cornica
- Gypona cornua
- Gypona costana
- Gypona crassa
- Gypona crocea
- Gypona cruzana
- Gypona culta
- Gypona curta
- Gypona decora
- Gypona decorana
- Gypona delra
- Gypona denera
- Gypona depressa
- Gypona diluta
- Gypona discicollis
- Gypona diverta
- Gypona dubia
- Gypona duella
- Gypona dulatera
- Gypona dupla
- Gypona dutrai
- Gypona ecloga
- Gypona equestris
- Gypona esca
- Gypona etrina
- Gypona evadera
- Gypona exacuta
- Gypona excavata
- Gypona excelsa
- Gypona extrema
- Gypona fabula
- Gypona fallax
- Gypona fastuosa
- Gypona fervens
- Gypona fina
- Gypona fissura
- Gypona flavolimbata
- Gypona fortuna
- Gypona fovea
- Gypona fulva
- Gypona fulvanota
- Gypona fulvotincta
- Gypona fumida
- Gypona funalis
- Gypona funda
- Gypona fuscinervis
- Gypona fusiformis
- Gypona gara
- Gypona gelbana
- Gypona gemina
- Gypona gibbiceps
- Gypona gilba
- Gypona gilva
- Gypona glauca
- Gypona glaucina
- Gypona glebra
- Gypona grandea
- Gypona habita
- Gypona hamella
- Gypona hiata
- Gypona hyalina
- Gypona icaroi
- Gypona ignita
- Gypona ileota
- Gypona imita
- Gypona infuscara
- Gypona inornata
- Gypona insignis
- Gypona insueta
- Gypona kangrensis
- Gypona kjellanderi
- Gypona lacteipennis
- Gypona larea
- Gypona lasua
- Gypona lativitta
- Gypona laxa
- Gypona lingua
- Gypona lita
- Gypona liturata
- Gypona lobata
- Gypona luteolinea
- Gypona maddena
- Gypona marginata
- Gypona marginella
- Gypona marginifrons
- Gypona mecona
- Gypona mediata
- Gypona medica
- Gypona melanocephala
- Gypona melanota
- Gypona mensa
- Gypona metalana
- Gypona mimica
- Gypona mitana
- Gypona mocamba
- Gypona montana
- Gypona nacula
- Gypona narrara
- Gypona nasua
- Gypona nepa
- Gypona nexa
- Gypona nigrana
- Gypona nigrella
- Gypona nigrena
- Gypona nigricara
- Gypona nigromarginata
- Gypona nigromedia
- Gypona nigronervosa
- Gypona nigroterminata
- Gypona nupera
- Gypona obrienorum
- Gypona obscurior
- Gypona obstinata
- Gypona offa
- Gypona onca
- Gypona opaca
- Gypona palens
- Gypona pallens
- Gypona pallida
- Gypona pallidana
- Gypona pallidovirens
- Gypona pallidula
- Gypona pamana
- Gypona paraguayensis
- Gypona parana
- Gypona parvula
- Gypona patula
- Gypona paupercula
- Gypona pectinata
- Gypona perenna
- Gypona peruviana
- Gypona picturata
- Gypona pinguis
- Gypona plaga
- Gypona plana
- Gypona platona
- Gypona postica
- Gypona prasina
- Gypona projecta
- Gypona prolongata
- Gypona pudica
- Gypona puertoricensis
- Gypona pulchella
- Gypona punctigera
- Gypona punctipennis
- Gypona quadra
- Gypona quadrella
- Gypona quadrina
- Gypona rahra
- Gypona rawlinsi
- Gypona rectana
- Gypona rectara
- Gypona rena
- Gypona renara
- Gypona reticulata
- Gypona retifera
- Gypona reversa
- Gypona ricana
- Gypona ricta
- Gypona rostella
- Gypona rubranura
- Gypona ruficauda
- Gypona rustica
- Gypona rusticana
- Gypona saavedra
- Gypona saeva
- Gypona sagitta
- Gypona saltensis
- Gypona sanctithomasi
- Gypona sanguineosparsa
- Gypona sarisa
- Gypona sarmenta
- Gypona scabella
- Gypona scissa
- Gypona scutellata
- Gypona secura
- Gypona sedula
- Gypona sellata
- Gypona sena
- Gypona sicula
- Gypona signifera
- Gypona similis
- Gypona simulans
- Gypona smaragdula
- Gypona sobrina
- Gypona solata
- Gypona spangbergii
- Gypona spina
- Gypona spinifera
- Gypona splendidula
- Gypona stalina
- Gypona stylana
- Gypona stylata
- Gypona subandina
- Gypona summita
- Gypona tapera
- Gypona targa
- Gypona tascoi
- Gypona tela
- Gypona termina
- Gypona tesea
- Gypona testacea
- Gypona thoracica
- Gypona tora
- Gypona toxum
- Gypona trepida
- Gypona trita
- Gypona tritana
- Gypona tubulata
- Gypona tunaria
- Gypona turpis
- Gypona ukara
- Gypona uncinata
- Gypona unduavia
- Gypona urata
- Gypona wakanka
- Gypona validana
- Gypona wallengreni
- Gypona varians
- Gypona venella
- Gypona verecunda
- Gypona vernicosa
- Gypona versuta
- Gypona vertara
- Gypona verticalis
- Gypona vexana
- Gypona viequensis
- Gypona vilior
- Gypona villica
- Gypona vireta
- Gypona viridans
- Gypona viridescens
- Gypona viridirufa
- Gypona viridula
- Gypona vitrea
- Gypona woldai
- Gypona woodruffi
- Gypona vulnerata
- Gypona xanthopunctata
- Gypona zorna